# Denis-Benjamin Papineau
Pour les articles homonymes, voir Papineau.
Denis-Benjamin Papineau, né le 13 novembre 1789 à Montréal et mort le 20 janvier 1854 à Papineauville, est un agent seigneurial, libraire, seigneur, marchand, fonctionnaire, juge de paix et homme politique canadien-français. Issu d'une famille de politiciens, il est le fils de Joseph Papineau et le frère de Louis-Joseph Papineau. Il est également le cousin de Denis-Benjamin Viger et ministre sous son gouvernement. De juin 1846 à mars 1848, il est vice-premier ministre du Canada-Uni.

## Biographie
Né le 13 novembre 1789 à Montréal, Denis-Benjamin Papineau est le fils de Joseph Papineau, arpenteur, notaire, seigneur et homme politique, et de Rosalie Cherrier. Son frère aîné est Louis-Joseph Papineau, qui sera chef du Parti patriote. Il étudie au Petit Séminaire de Québec de 1801 à 1807. De 1808 à 1845, il est agent seigneurial de la seigneurie de La Petite-Nation, appartenant d'abord à son père jusqu'en 1817, et ensuite à son frère Louis-Joseph. Le 14 septembre 1813, à Montréal, il épouse Angélique-Louise Cornud. Ensemble, ils auront neuf enfants. De 1822 à 1829, il est aussi seigneur de l'arrière-fief Plaisance, dans la seigneurie de La Petite-Nation.
Papineau est également propriétaire, avec Hector Bossange, d'une librairie à Montréal entre 1818 et 1819. Vers 1825, il devient marchand et maître de poste à La Petite-Nation. Il est juge de paix pour le district de Montréal à de nombreuses reprises entre 1826 et 1837. Il est aussi commissaire de la voirie et des ponts en 1829 et 1830. Enfin, il pratique également l'élevage de chevaux et de moutons.
Comme d'autres membres de sa famille, il s'implique éventuellement en politique. Il est élu dans la circonscription d’Ottawa le 17 août 1842, qu'il représentera jusqu'au 6 décembre 1847. De septembre 1844 à juin 1846, il est membre du gouvernement dirigé par William Henry Draper et son cousin Denis-Benjamin Viger. Puis, il remplit les fonctions de premier ministre du Canada-Uni, avec Draper, à partir de juin 1846, et ensuite avec Henry Sherwood, de mai 1847 à mars 1848. Il occupe également les fonctions de conseiller exécutif et de commissaire des Terres de la couronne de septembre 1844 à décembre 1847, ainsi que de commissaire des Travaux publics d’octobre 1844 à juin 1846.
Des mesures adoptées pendant sa carrière soulèvent la controverse et nuisent à sa popularité. Par exemple, son premier geste de député est de voter pour le choix d’un président de la chambre unilingue anglophone, soit Allan Napier MacNab. Aussi, il justifie le geste du gouvernement qui, en 1845, approuve l'octroi d'une somme d'argent importante pour indemniser les citoyens du Haut-Canada ayant subi des pertes lors des rébellions de 1837 et 1838, sans qu'une mesure équivalente ne soit prévue pour le Bas-Canada. Il démissionne finalement de ses postes de premier ministre et de commissaire des Terres le 7 décembre 1847, ne se représente pas en 1848 et se retire dans son fief de Plaisance. Il décède à Papineauville le 20 janvier 1854.

## Généalogie

Registres de l'état civil du Québec
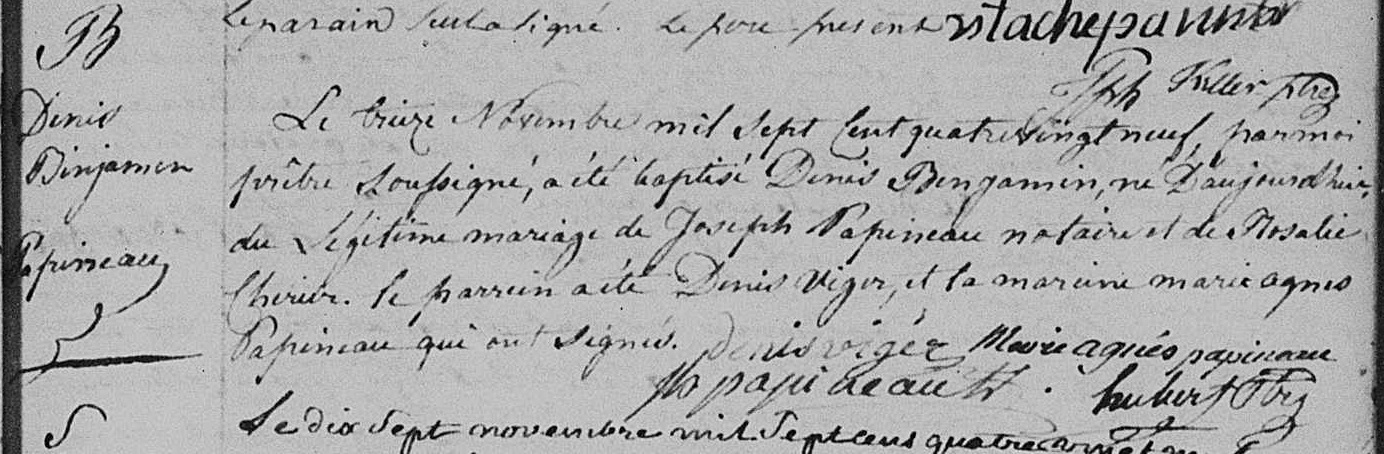
Acte de baptême de Denis Benjamin Papineau. 13 novembre 1789. Paroisse Notre-Dame de la ville de Montréal.
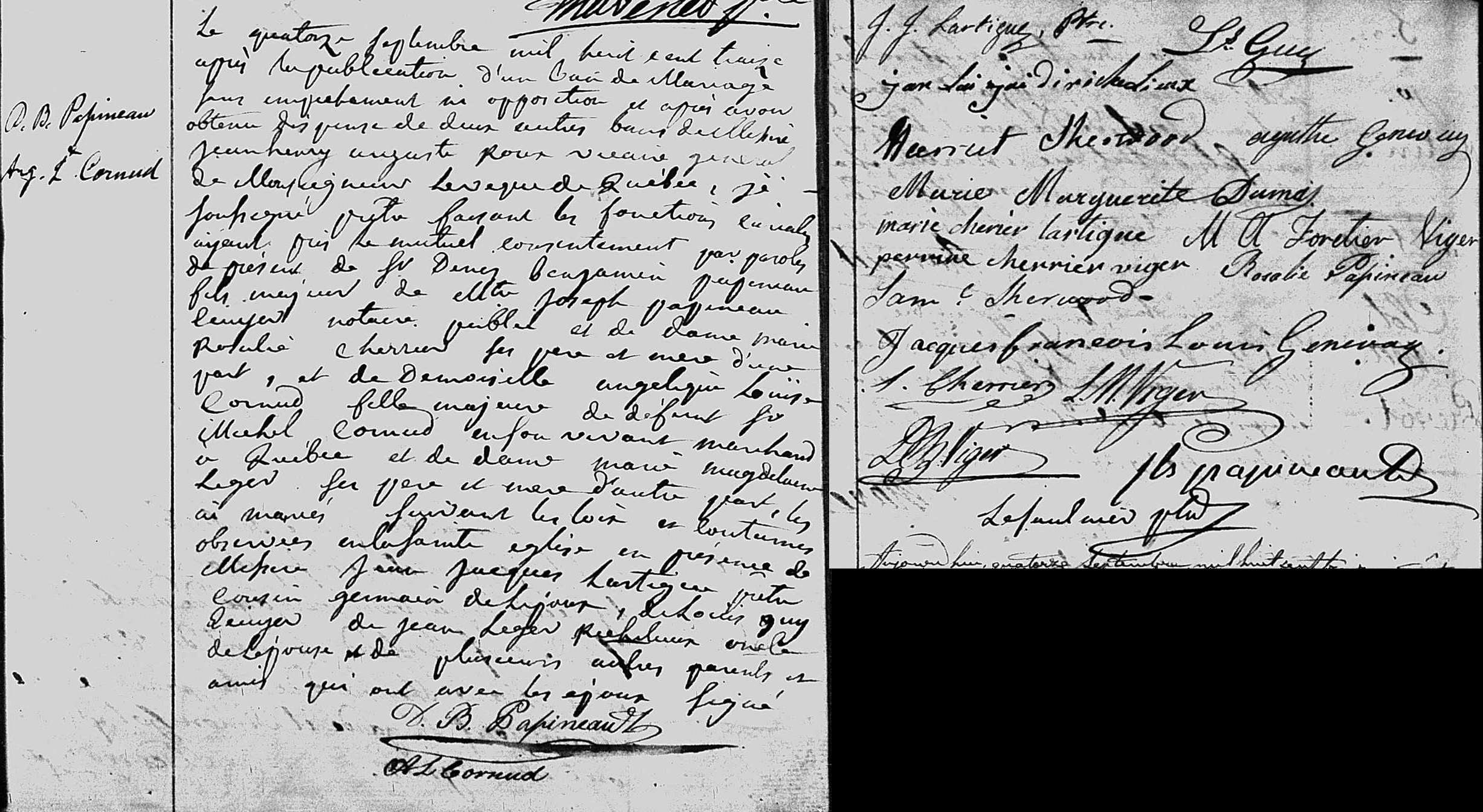
Acte de mariage entre Denis Benjamin Papineau et Angelique Louïse Cornud. 14 septembre 1813. Paroisse Notre-Dame de la ville de Montréal.
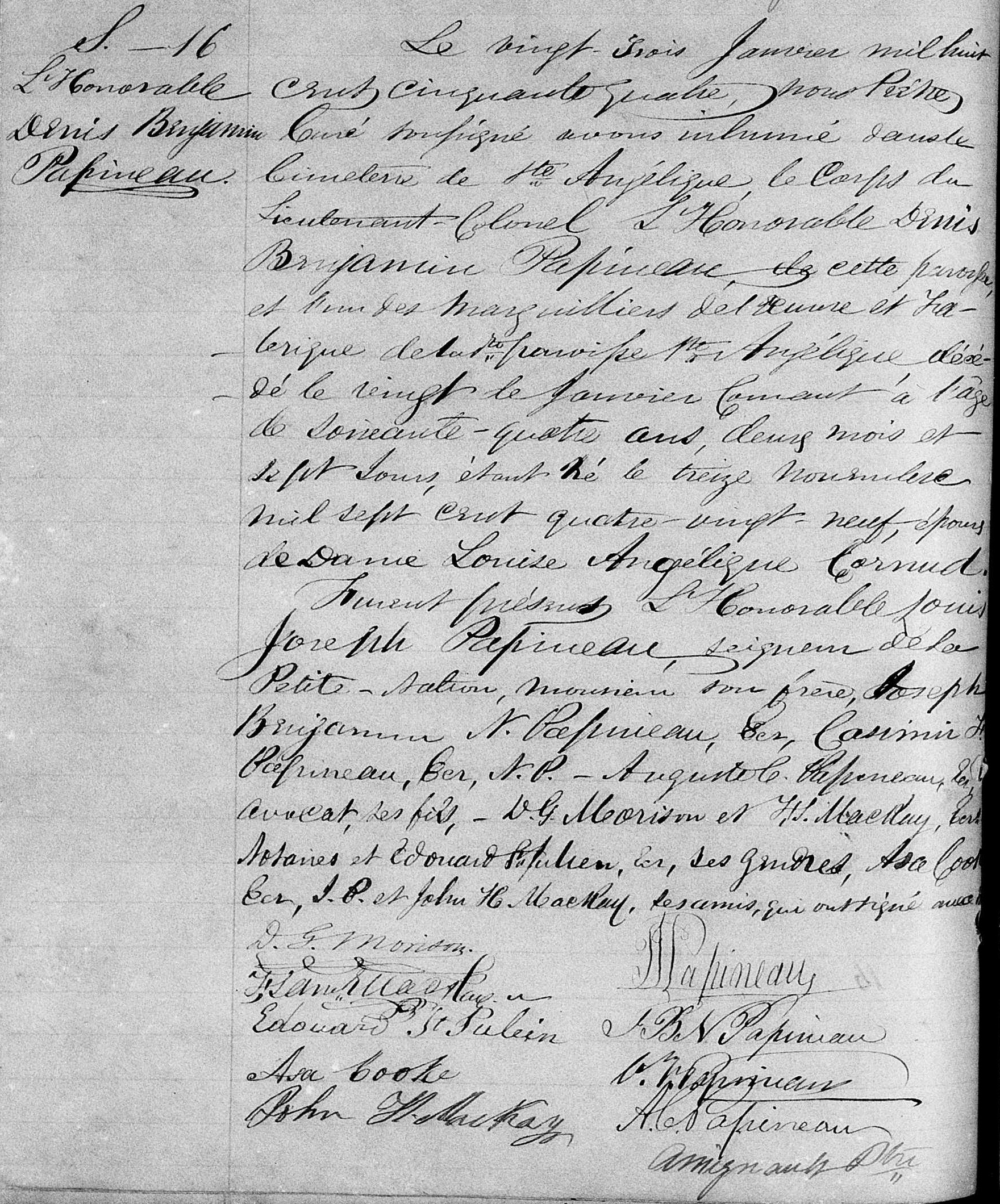
Acte de sépulture de Denis Benjamin Papineau. 23 janvier 1854. Paroisse Sainte-Angélique de la ville de Papineauville.

## Fonds d’archives
Le fonds d’archives Denis-Benjamin Papineau est conservé au centre d’archives de Québec de la Bibliothèque et Archives nationales du Québec.